# 徐熙 (六朝)
徐熙（？—？），一名熙之，字仲融，东莞郡姑幕县（今山东省诸城市）人，晋朝官员。

## 生平
徐熙喜好黄老之学，在秦望山隐居，有道士路过，道士向徐熙要水喝，喝完后道士留下一个葫芦给他，说：“学习了这个，你的子孙当以道术拯救人世，将会官居两千石。”徐熙打开葫芦，内有《扁鹊镜经》一卷，于是精心学习，医术名震海内，后官至濮阳郡太守。

## 家庭

### 儿子
- 徐秋夫，射阳县县令